# Andreas Herrmann (Chemiker)
Andreas Herrmann (* 1970) ist ein deutscher Chemiker.

## Biografie
Herrmann studierte Chemie an der Universität Mainz, an der er 2000 in organischer Chemie bei Klaus Müllen mit einer am Max-Planck-Institut für Polymerforschung angefertigten Dissertation promovierte (Rylenfarbstoffe in nanoskopischen Systemen: Synthese, Charakterisierung und Anwendung). 2001 war er bei der Unternehmensberatung Roland Berger tätig. Als Post-Doktorand arbeitete er 2002/03 an der ETH Zürich bei Donald Hilvert und leitete ab 2004 eine Nachwuchsgruppe am MPI für Polymerforschung. 2007 wechselte er an das Zernike Institute for Advanced Materials der Universität Groningen, wo er 2007 Assistenzprofessor wurde und 2010 eine volle Professor erhielt. Von 2014 bis 2017 leitete er den Institutsrats. 2017 wechselte er an die RWTH Aachen, wo er Professor für Makromolekulare Materialien und Systeme und 2018 Vizedirektor am dortigen DWI – Leibniz-Institut für Interaktive Materialien wurde. Darüber hinaus ist er Gastwissenschaftler der Chinesischen Akademie der Wissenschaften.
Herrmann befasst sich mit der Synthese biomolekularer und biohybrider, von der Natur inspirierter molekularer Strukturen, insbesondere Nukleinsäure-Polymerkonjugate (zusammengebaut aus Polymeren und DNA-Strängen) und hochgeladene (supercharged) Polypeptide, die sich aufgrund der elektrostatischen Wechselwirkung ihrer Ladungen ebenfalls zu supramolekularen Strukturen anordnen lassen. Mit diesen Methoden entwickelt er für verschiedene Anwendungen maßgeschneiderte Strukturen vom Nano- bis makromolekularen Bereich, zum Beispiel Wirkstoff-Freisetzungssysteme die auf äußere Signale wie Ultraschall reagieren (Mechanophore) (teilweise mit Robert Göstl), Anwendungen in der diagnostischen Biomedizin und Nanobioelektronik, genetische Schaltkreise und bottom-up Aufbau von Protozellen. Er arbeitete in Groningen (als Mitglied des W. J. Kolff Institute for Biomedical Engineering) und danach in Aachen auch mit den Universitätskliniken zusammen.
2009 wurde Herrmann mit dem Dr. Hermann Schnell Preis der Gesellschaft Deutscher Chemiker und 2013 mit dem Eyenovative Prize von Novartis ausgezeichnet. Bereits 2010 erhielt er ein VICI Stipendium der niederländischen Forschungsorganisation NWO sowie vom Europäischen Forschungsrat (ERC) 2001 den ERC Starting Grant und 2016 den ERC Advanced Grant. 
2017 war Herrmann Ko-Gründer des Startups AGILeBiotics.
Herrmann ist nicht mit dem Professor für molekulare Biophysik an der Humboldt-Universität Berlin Andreas Herrmann (* 1953) zu verwechseln.

## Schriften (Auswahl)
- mit Minseok Kwak: Hybridmaterialien aus Nucleinsäuren und organischen Polymeren: Synthese, Überstrukturen und Anwendungen, Angewandte Chemie, Band 122, 2010, S. 8754–8768